# Ernst Stromer
Ernst Freiherr Stromer von Reichenbach (12 juin 1870 - 18 décembre 1952) était un paléontologue allemand.
Il a décrit des dinosaures et des crocodiliens du Crétacé découverts en Égypte.

## Taxonsdécrits
- genre Aegyptosaurus Stromer, 1932
  - Aegyptosaurus baharijensis Stromer, 1932
- genre Bahariasaurus Stromer, 1934
  - Bahariasaurus ingens Stromer, 1934
- super-famille Spinosauroidea Stromer, 1915
  - famille Spinosauridae Stromer, 1915
    - sous-famille Spinosaurinae Stromer, 1915
      - genre Spinosaurus Stromer, 1915 
        - Spinosaurus aegyptiacus Stromer, 1915
- famille Protocetidae Stromer, 1908
- famille Carcharodontosauridae Stromer, 1931
  - genre Carcharodontosaurus Stromer, 1931
- genre Parapedetes Stromer, 1926
- ordre Crocodyliformes
  - genre Libycosuchus Stromer, 1914